# HD100692
HD100692 — хімічно пекулярна зоря спектрального класу
A2 й має видиму зоряну величину в смузі V приблизно  8,6.

## Пекулярний хімічний склад
Зоряна атмосфера HD100692 має підвищений вміст 
Eu
.